# Periquito
Periquito är en kommun i Brasilien.   Den ligger i delstaten Minas Gerais, i den sydöstra delen av landet, 700 km sydost om huvudstaden Brasília. Antalet invånare är 7 030.
Omgivningarna runt Periquito är huvudsakligen savann. Runt Periquito är det glesbefolkat, med 16 invånare per kvadratkilometer.